# Gubben (Gjelsvikfjella)
Der Gubben (norwegisch für Ehemann) ist ein 1420 m hoher Nunatak im ostantarktischen Königin-Maud-Land. In der Gjelsvikfjella des Fimbulheimen ragt er nördlich des Nunataks Kjerringa und der Mayrkette auf.
Wissenschaftler des Norwegischen Polarinstituts benannten ihn 1991 in Anlehnung an die Benennung des Nunataks Kjerringa (norwegisch für Ehefrau).